# 李怡慧 (导演)
李怡慧是一名臺灣導演，毕业于國立臺灣大學歷史系，美國紐約哥倫比亞大學電影系肄業，2020年金馬學院導演組。

## 簡歷
為2009年國際科展之台灣工程組代表青年科學家。方成事股份有限公司之共同創辦人。
電影代表作有《初潮》、《蜜月旅行》及《黑風箏》。

## 作品年表

### 電影
| 年份   | 片名                 | 職位      | 出品公司 | 主要演員           |
| ------ | -------------------- | --------- | -------- | ------------------ |
| 2022年 | 犯罪人生             | 聯合導演  |          |                    |
| 2021年 | 黑風箏（電影短片）   | 編劇 導演 | 公共電視 | 賴雨霏 莫子儀 張寗 |
| 2020年 | 蜜月旅行（電影短片） | 編劇 導演 | 森好映画 | 黃湘婷 丁春誠      |
| 2019年 | 初潮（電影短片）     | 編劇 導演 | 森好映画 | 白小櫻             |